# Arthur de Buyer
Arthur de Buyer (-Chaillot) est un maître de forges franc-comtois né à Besançon le 26 février 1812 et mort le 17 juillet 1903 dans la même ville. Il appartient à une branche de la famille de Buyer qui s'installe à la fin du XVIIIe siècle en Franche-Comté, dont certains membres deviennent maîtres de forges. Il est actionnaire des houillères de Ronchamp en 1866, puis président de son conseil d'administration de 1876 à 1900. Le puits no 11, qui est le puits le plus profond de France au début du XXe siècle, porte son nom.

## Biographie

### Famille
Arthur de Buyer est un membre de la famille franc-comtoise de Buyer originaire de Gascogne, dont une branche éteinte a été reconnue noble en 1702,. Par la suite du mariage de Claude Joseph de Buyer avec Marie Françoise Goux de Velleguindry, fille du maître de forges Jean-François Goux, la famille de Buyer hérite en 1796 de la forge de La Chaudeau à Aillevillers-et-Lyaumont.
En 1865, à la mort de Rodolphe de Buyer, l'ensemble industriel de la famille de Buyer comprend la forge de Magnoncourt avec ses dépendances et les feux, martinets, étameries, laminoirs de La Chaudeau,. Sa femme hérite de l'hôtel de Buyer à Besançon qui appartient alors à la famille depuis 1782.

### Vie et carrière
Arthur de Buyer est l'aîné des quatre fils de Rodolphe et de son épouse née Olympe de Chaillot, il naît à Besançon en 1812 et a pour frères Louis (SP), Ferdinand (branche Buyer-Mimeure) et Jules. Arthur est bachelier ès-lettres. Dans les années 1840, il possède et gère une usine située à Plombières-les-Bains,. En 1848, il est élu capitaine de la garde nationale. Sa carrière d'industriel est principalement vouée aux mines de houille de Ronchamp pendant la seconde moitié du XIXe siècle. Il meurt à Besançon en 1903, âgé de 91 ans.

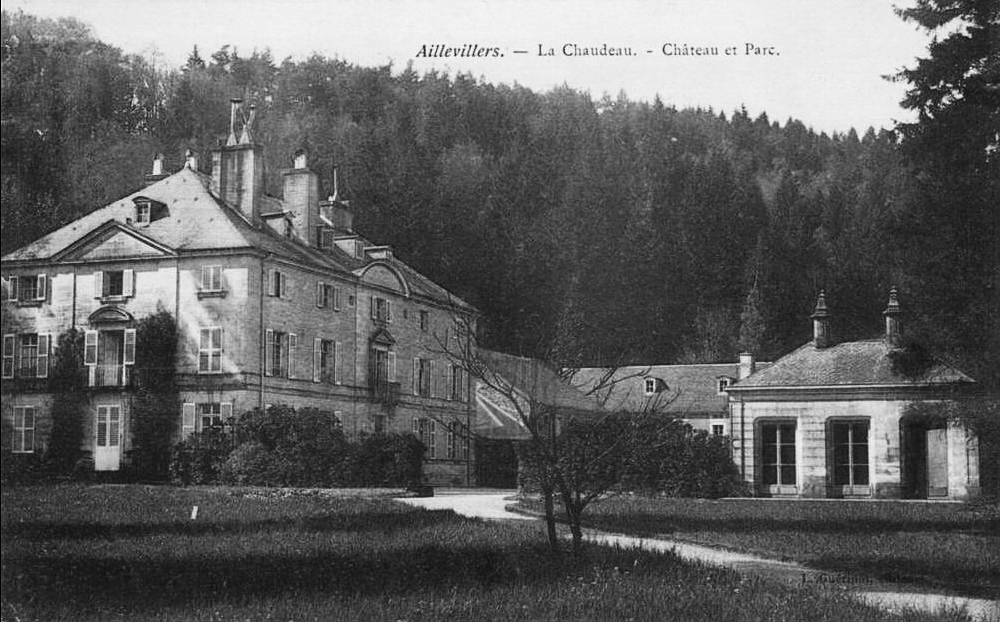
Le château de la famille de Buyer.
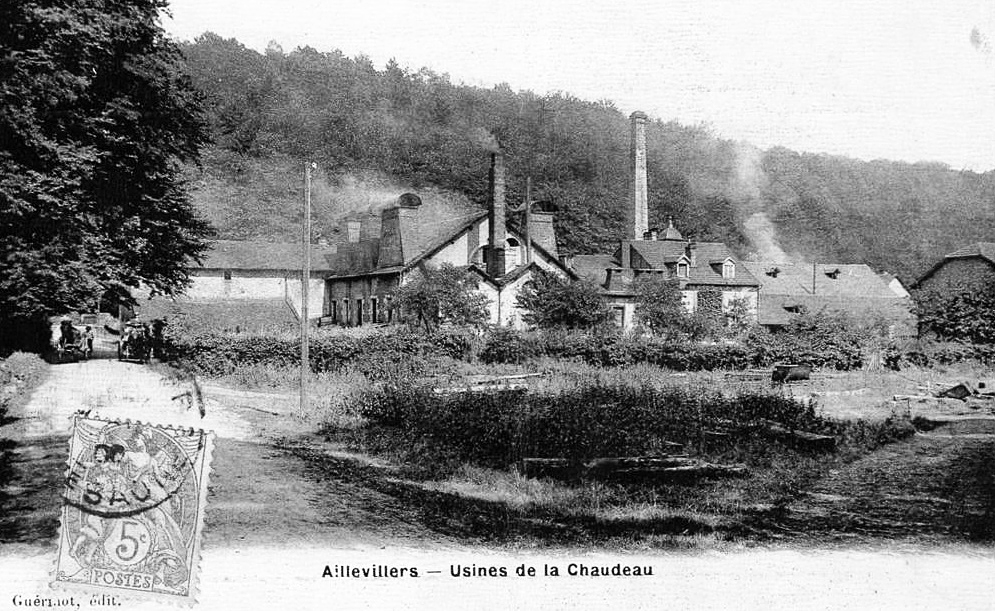
L'usine de la Chaudeau.

## Houillères de Ronchamp
Lorsque la Compagnie des maîtres de forge est créée en 1862, Joseph et Arthur de Buyer en deviennent actionnaires. Lors de la fusion avec Ronchamp, Arthur de Buyer devient membre du conseil d'administration, puis son président en 1876, poste qu'il occupe pendant 24 ans. Il suit l'évolution des houillères de Ronchamp pendant plus de 40 ans et voit le puits le plus profond de France de l'époque porter son nom selon la volonté des actionnaires de la compagnie : « le nouveau siège no 11 s’appellera siège Arthur de Buyer afin de donner à son président un dernier témoignage de reconnaissance »,.
Charles (fils de Jules), neveu d'Arthur est nommé au conseil d'administration des houillères en 1901.

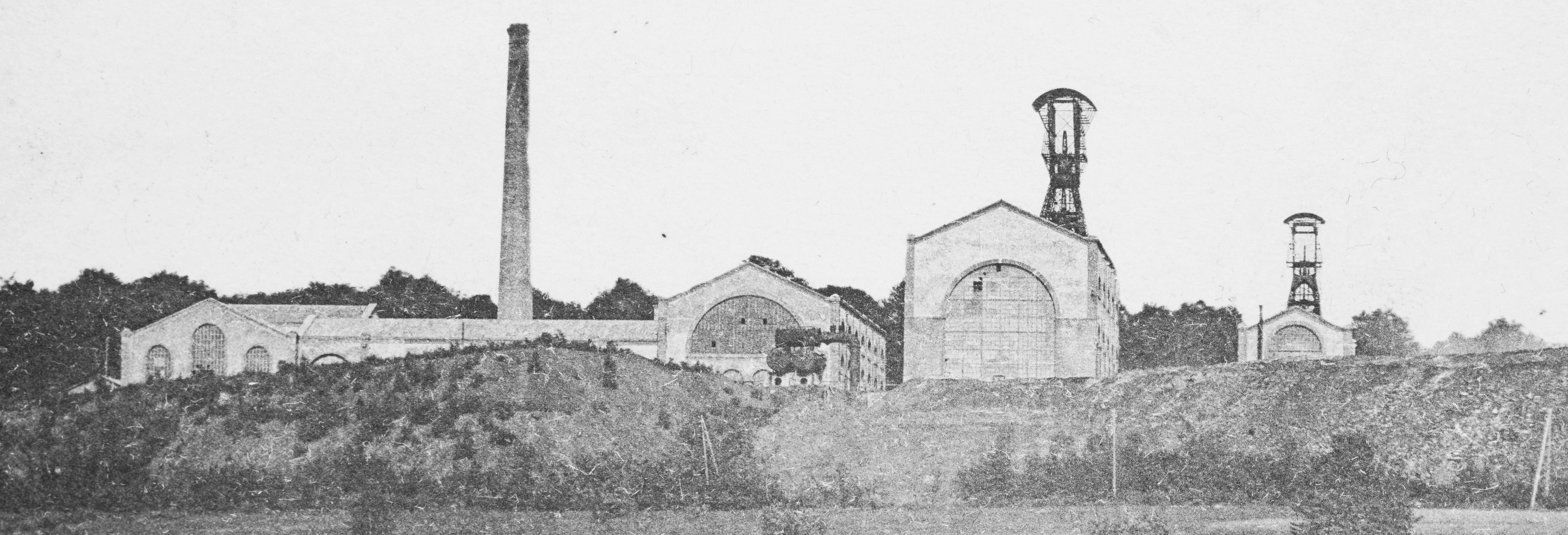
Le puits Arthur-de-Buyer au début du XXe siècle.